# Santa Maria de Merlès
Santa Maria de Merlès település Spanyolországban, Barcelona tartományban. Lakosainak száma 175 fő (2024).

## Földrajza
Santa Maria de Merlès Sagàs, Lluçà, Prats de Lluçanès, Oristà, Sant Feliu Sasserra, Avinyó, Gaià és Puig-reig községekkel határos.

## Népesség
A település lakosságának változását az alábbi diagram mutatja:
| Lakosok száma | 337  | 478  | 534  | 569  | 264  | 153  | 163  | 177  | 184  | 175  |
|               | 1717 | 1887 | 1936 | 1960 | 1986 | 2004 | 2009 | 2014 | 2019 | 2024 |